# تنظيم ما بعد النسخ

مثال لدى بدائيات النوى: يمكن للسلمونيلا المعوية (متقلبات غاما ممرضة) التعبير عن بورينين بديلين وذلك حسب البيئة الخارجية (معوية أو مياه عكرة) يعتمد هذا النظام على بروتين EnvZ (مجس أسموزي) والذي ينشط عامل النسخ OmpR الذي يمكنه الارتباط بمحفز عالي الألفة حتى في تراكيز منخفظة وبالمحفز منخفض الألفة عندما يكون بتراكيز مرتفعة فقط: عندما يكون تركيز عامل النسخ هذا مرتفعا يقوم بتنشيط التعبير عن جيني OmpC وmicF ويثبط التعبير عن الجين OmpF، يثبط OmpF بشكل أكثر ما بعد النسخ بواسطة الرنا micF الذي يرتبط بالرنا الرسول الخاص بـOmpF.

تنظيم ما بعد النسخ (بالإنجليزية: Post-transcriptional regulation)‏ هي مرحلة من تنظيم التعبير الجيني وتتكون من جميع الآليات التي يتم بواسطتها التأثير على التعبير الجيني على مستوى الرنا، أي بعد النسخ وقبل الترجمة. يسمح تنظيم ما بعد النسخ للخلايا بالتأقلم مع التغيرات المناخية. لدى حقيقيات النوى جزيء الرنا الرسول الذي لا يخضع لتعديل ما بعد الترجمة يكون عمره أقصر نسبيا بسبب تواجد جزيئات الرناز وهي البروتينات التي تفكك الرنا.

## التنظيم بواسطة الرنا الميكروي
تنظِّم جزيئات الرنا الميكروي التعبير عن ما يزيد عن 60% من الجينات المشفرة للبروتين في الجينوم البشري. إذا تواجد الرنا الميكروي بكثرة فإن بإمكانه التصرف «كقاطعة» وتشغيل التعبير عن بعض الجينات أو إطفائه. مع ذلك، التعبيرات الجينية المتحكم فيها بواسطة الرنا الميكروي لا تؤدي سوى إلى تغيرات متواضعة حوالي 1.5 إلى 4 مرات في مقدار التعبير عن الجينات المستهدفة. عادة ما يثبط جزيء الرنا الميكروي المفرد عدة مئاتٍ من الجينات المستهدفة. ويحدث التثبيط إما عبر إسكات ترجمة الرنا الرسول أو عبر تفكيكه بواسطة ترابط تكاملي يكون في الغالب مع تسلسلات في المنطقة 3' غير المترجمة من الرنا الرسول للجين المستهدف. آلية إسكات أو تفكيك الرنا الرسول تتم بواسطة مركب ريسك (RISC ).

## الأهمية
حصل هذا المجال من الدراسة على أهمية أكبر بسبب الدلائل المتزايدة على أن تنظيم ما بعد النسخ يلعب دورا أكبر مما اعتُقد سابقا. رغم أن البروتينات ذات النطاقات المرتبطة بالدنا أكثر وفرة من البروتينات ذات النطاقات المرتبطة بالرنا، أظهرت دراسة حديثة أنه أثناء تنشيط خلية تائية 55% من التغييرات المعتبرة في معدل حالة الاستقرار لم يكن لها تغيرات ذات صلة على معدل النسخ، ما يعني أنها كانت نتيجة لتنظيم الاستقرار وحده.
فضلا عن ذلك، الرنا الموجود في النواة أكثر تعقيدا من نظيره الموجود في السيوتوبلازم: أزيد من 95% من الرنا (القواعد) المخلق بواسطة بوليميراز الرنا 2 لا يصل أبدا إلى السيتوبلازم. السبب الرئيسي لذلك هو إزالة الإنترونات والتي تشكل حوالي 80% من مجموع القواعد. أظهرت بعض الدراسات أنه حتى بعد عملية المعالجة معدلات الرنا الرسول بين النواة والخلية مختلفة بشكل كبير جدا.
علم الأحياء النمائي مصدر جيد لآليات التنظيم، لكن لصعوبات تقنية فإنه من السهل تحديد تسلسل عمليات عامل النسخ بدل التنظيم على مستوى الرنا. في الحقيقة، جينات مفتاحية مثل نانوس يُعرف بأنها ترتبط بالرنا، لكن في الغالب أهدافها غير معروفة. رغم أن الرنا المرتبط بالبروتينات يمكن أن ينظم ما بعد النسخ كمية كبيرة من النسخوم، إلا أن استهداف جين واحد هو ما يهمُّ المجتمع العلمي لأسباب طبية. تدخل الرنا والرنا الميكروي مثالان على تنظيم ما بعد النسخ، حيث ينظمان تفكيك الرنا وتغيير بنية الكروماتين. تُستخدم العديد من التقنيات لدراسة تعديل ما بعد النسخ مثل رقاقة ريب ( الترسيب المناعي للرنا على رقاقة).